# 2018 في أنغولا
الأحداث في عام 2018 في  أنغولا.

## في السلطة
- الرئيس: جواو لورنسو
- نائب الرئيس: بورنيتو دي سوزا

## أحداث

### التوجه الجنسي والهوية الجنسية
- حصلت إيريس أنغولا، وهي جماعة الضغط الوحيدة المعنية بحقوق المثليين في البلاد والتي تأسست عام 2013، على الوضع القانوني في يونيو. بسبب عدم اعتراف حكومات الولايات، واجه أعضاء هذه المجموعة التمييز في الوصول إلى الخدمات الصحية والتعليمية. سمحت هذه «اللحظة التاريخية» بالدفاع عن حقوق المثلية الجنسية في أنغولا.[1]

### معاملة المهاجرين
- طُرد أكثر من 400 ألف مهاجر كونغولي من أنغولا في أكتوبر / تشرين الأول. ادعى الرئيس لورنسو أن هذا كان للحد من تهريب الماس، لكن تم دعمه بأدلة غير موجودة. ومع ذلك، قُتل مهاجرون ونهبوا وأجبروا على الخروج من البلاد، للتعبير عن الخوف والترهيب بعد طردهم.[2]

## وفيات
- 1 أبريل - ألميرندو جاكا جامبا، سياسي (حزب يونيتا) (مواليد 1949).[3]
- 20 أكتوبر - بيدرو لويس غيدو سكاربا، مطران الروم الكاثوليك، أسقف ندالاتاندو (مواليد 1925).[4]